# Ритнордхаузен (Ерфурт)
Ритнордхаузен (њем. Riethnordhausen) општина је у њемачкој савезној држави Тирингија. Једно је од 55 општинских средишта округа Земерда. Према процјени из 2010. у општини је живјело 1.042 становника. Посједује регионалну шифру (AGS) 16068044.

## Географски и демографски подаци
Ритнордхаузен се налази у савезној држави Тирингија у округу Земерда. Општина се налази на надморској висини од 160 метара. Површина општине износи 12,4 km². У самом мјесту је, према процјени из 2010. године, живјело 1.042 становника. Просјечна густина становништва износи 84 становника/km².

## Међународна сарадња
| Мјесто | Држава    | Врста сарадње | Од    |
| ------ | --------- | ------------- | ----- |
|        | Француска | партнерство   | 1996. |
| Извор  |           |               |       |